# 甩皮鬼
《甩皮鬼》又名《金装鬼打鬼》（英語：Skin Striperess）是1992年陈会毅执导，由李炯佳编剧，林正英、楼南光等領銜主演的香港電影，影片主要讲述一个商人为了成功，不惜使用邪术，从而遭到报应的故事。

## 劇情簡介
有一个商人为了成功不惜让自己情人去贿赂官员，而商人的情人不愿意这么做，并且之后还因为一场意外而毁容。
而这位商人为了能让自己成功，于是动用邪术来让自己的情人修复容貌。
可是邪术的祭品，一个和这些事情无关，却死于邪术的一位年轻女子因为怨气而不肯投胎，并决定进行报复。
而后在一次意外中，封印这位女子恶灵最终在一群年轻人的玩闹中挣脱束缚，决定报仇，她先是附身在商人的情人身上，以及商人身上，并先后杀死了释放邪术的僧侣以及商人贿赂的官员，死后，她又附身在了商人身上。
虽说最后在一位道士的努力下，终于消灭这个女子的恶灵，但是这个商人最后却变成了一个智商低下的人。

## 演员表
- 林正英
- 楼南光
- 陈颖芝
- 金十二
- 何沛东
- 钟碧颖
- 翁世杰
- 陈龙

## 備註
1. ↑  .   [2022-05-06]. （原始内容存档于2021-04-14）.

## 相關連結
- 豆瓣电影上《甩皮鬼》的資料 （简体中文）
- 互联网电影数据库（IMDb）上《甩皮鬼》的资料（英文）
- 香港影庫上《甩皮鬼》的資料（繁體中文）
- 腾讯视频链接